# Australische Badmintonmeisterschaft 2013
Die Australische Badmintonmeisterschaft 2013 fand vom 28. bis zum 31. August 2013 im Phyllis Jupp Badminton Centre in Geraldton statt. 

## Sieger und Platzierte
| Disziplin    | Gold                             | Silber                      | Bronze                          |
| ------------ | -------------------------------- | --------------------------- | ------------------------------- |
| Herreneinzel | Nelson Oon Hoe Keat              | Michael Fariman             | Anthony Joe                     |
| Herreneinzel | Nelson Oon Hoe Keat              | Michael Fariman             | Luke Chong                      |
| Dameneinzel  | Verdet Kessler                   | Jennifer Tam                | Phing Teo                       |
| Dameneinzel  | Verdet Kessler                   | Jennifer Tam                | Louisa Ma                       |
| Herrendoppel | Wesley Caulkett Mitchell Wheller | Luke Chong Joel Findlay     | Andrew Harvey Lionel Seah       |
| Herrendoppel | Wesley Caulkett Mitchell Wheller | Luke Chong Joel Findlay     | Michael Fariman Tran Hoang Pham |
| Damendoppel  | Louisa Ma Natasha Sharp          | Vinning Mak Ann-Louise Slee | Verdet Kessler Talia Saunders   |
| Damendoppel  | Louisa Ma Natasha Sharp          | Vinning Mak Ann-Louise Slee | Jennifer Tam Michelle Tam       |
| Mixed        | Luke Chong Talia Saunders        | Joel Findlay Louisa Ma      | Lionel Seah Verdet Kessler      |
| Mixed        | Luke Chong Talia Saunders        | Joel Findlay Louisa Ma      | Nelson Oon Hoe Keat Vinning Mak |